# Elecciones provinciales de Santa Fe de 1951
Las elecciones generales de la provincia de Santa Fe de 1951 tuvieron lugar el domingo 11 de noviembre del mencionado año con el objetivo de renovar las instituciones provinciales después de la reforma constitucional argentina de 1949. Fueron las primeras elecciones provinciales santafesinas en las que se aplicó el sufragio universal de hombres y mujeres, que también pudieron ser candidatas por primera vez. Se debía elegir, en fórmula única, al Gobernador y al Vicegobernador, a los 50 escaños de la Cámara de Diputados y a los 19 senadores departamentales, que compondrían los poderes ejecutivo y legislativo de la provincia para el período 1952-1956. También se renovarían las intendencias y los concejos deliberantes de los municipios para el mismo período.
Al igual que en prácticamente todo el país, el resultado fue una arrolladora victoria para el oficialista Partido Peronista (PP) y su sección de mujeres, el Partido Peronista Femenino (PPF). Su candidato a gobernador, Luis Cárcamo, obtuvo el 64.92% de los votos contra el 33.08% de Alfredo Grassi, de la Unión Cívica Radical. El Partido Demócrata Progresista (PDP), con una fuerte presencia en la provincia, optó por abstenerse en favor de Grassi, con una boleta propia que recibió unos pocos votos. Los demás partidos se dividieron el 2.00% restante de los sufragios. La fórmula peronista triunfó en dieciocho de los diecinueve departamentos de la provincia, con la única excepción de Las Colonias, donde Grassi obtuvo unos pocos cientos de votos más que Cárcamo. En los mayores centros urbanos, la diferencia entre Grassi y Cárcamo fue abrumadora. La polarización entre peronistas y radicales fue también destacable, acaparando juntos un 98.00% de las preferencias.
En el plano legislativo, el peronismo obtuvo un triunfo casi absoluto, consiguiendo todos los diputados por la mayoría y dejando al radicalismo con solo dos bancas por la minoría en la Cámara de Diputados, siendo las otras 48 correspondientes 40 al PP y 8 al PPF. En el Senado, el Partido Peronista triunfó en todas las circunscripciones, dejando al radicalismo sin representación departamental. La única mujer senadora fue Romilda Crescendia Montoya, del Partido Peronista Femenino, por el Departamento Iriondo. Hubo, de este modo, nueve mujeres representadas en la legislatura provincial. Los cargos electos iniciaron sus mandatos el 4 de junio de 1952.
Cárcamo no pudo completar el mandato constitucional ya que fue destituido por una intervención federal de parte del gobierno de Juan Domingo Perón el 4 de marzo de 1955, quedando la provincia a cargo del interventor Ricardo P. Anzorena. Unos meses después, se produjo el golpe de Estado de septiembre de 1955, que derrocó y proscribió al peronismo.

## Resultados

### Gobernador y Vicegobernador
|  | 64.92 % |

|  | 33.08 % |

|  | 1.27 % |

|  | 0.58 % |

|  | 0.15 % |

|  | 96.88 % |

|  | 3.02 % |

|  | 0.10 % |

|  | 100.00 % |

|  | 92.13 % |

### Cámara de Senadores

#### Resultado general
|  | 63.57 % |

|  | 1.92 % |

|  | 65.48 % |

|  | 34.51 % |

#### Resultados por departamentos
|  | 66.31 % |

|  | 33.69 % |

|  | 65.86 % |

|  | 34.14 % |

|  | 51.09 % |

|  | 48.91 % |

|  | 60.72 % |

|  | 39.28 % |

|  | 69.27 % |

|  | 30.73 % |

|  | 73.74 % |

|  | 27.26 % |

|  | 66.64 % |

|  | 33.36 % |

|  | 67.18 % |

|  | 32.82 % |

|  | 72.43 % |

|  | 27.57 % |

|  | 53.97 % |

|  | 46.03 % |

|  | 74.48 % |

|  | 25.52 % |

|  | 65.26 % |

|  | 34.74 % |

|  | 54.77 % |

|  | 45.23 % |

|  | 68.11 % |

|  | 31.89 % |

|  | 50.27 % |

|  | 49.73 % |

|  | 70.89 % |

|  | 29.11 % |

|  | 58.21 % |

|  | 41.79 % |

|  | 60.34 % |

|  | 39.66 % |

|  | 80.59 % |

|  | 19.41 % |